# Birmingham Bulls (ACHL)
Die Birmingham Bulls waren ein US-amerikanisches Eishockeyfranchise der Atlantic Coast Hockey League aus Birmingham, Alabama.

## Geschichte
Die Birmingham Bulls nahmen zur Saison 1983/84 als Expansionsteam den Spielbetrieb in der Atlantic Coast Hockey League auf. Die Teambesitzer benannten die Mannschaft nach einem gleichnamigen Team, das von 1976 bis 1981 in Birmingham aktiv gewesen war. Die Finanzierung der Mannschaft scheiterte schon zu Saisonbeginn, so dass die Mannschaft nach nur drei Spielen – zwei Siege und eine Niederlage – den Spielbetrieb am 26. Oktober 1983 einstellte. Cheftrainer während dieser Zeit war der US-Amerikaner Dave Hanson, der für die Original-Bulls sowohl in der World Hockey Association, als auch der Central Hockey League gespielt hatte.
Von 1992 bis 2001 wurde die Tradition der Birmingham Bulls von einem weiteren gleichnamigen Team aus der East Coast Hockey League fortgeführt.

## Saisonstatistik
Abkürzungen: GP = Spiele, W = Siege, L = Niederlagen, T = Unentschieden, OTL = Niederlagen nach Overtime SOL = Niederlagen nach Shootout, Pts = Punkte, GF = Erzielte Tore, GA = Gegentore, PIM = Strafminuten
| Saison  | GP | W | L | T | OTL | SOL | Pts | GF | GA | Platz    | Playoffs |
| 1983–84 | 3  | 2 | 1 | 0 | —   | —   | 4   | 17 | 8  | 6., ACHL |          |